# Telle mère, telle fille (film, 1947)
Pour les articles homonymes, voir Telle mère, telle fille.
Pour plus de détails, voir Fiche technique et Distribution.
Telle mère telle fille (Millie's Daughter) est un film américain réalisé par Sidney Salkow, sorti en 1947.

## Fiche technique
- Titre français : Telle mère telle fille[1]
- Titre original : Millie's Daughter
- Réalisation : Sidney Salkow
- Scénario : Edward Huebsch d'après le roman éponyme de Donald Henderson Clarke
- Musique : Arthur Morton
- Production : William Bloom
- Société de production : Columbia Pictures
- Pays de production :  États-Unis
- Langue originale : anglais
- Format : noir et blanc – 35 mm – 1,37:1 – mono (Western Electric Recording)
- Genre : drame romantique
- Durée : 74 minutes
- Dates de sortie : 
  - États-Unis : 20 mars 1947
  - France : 9 octobre 1959[1]

## Distribution
- Gladys George : Millie Maitland
- Gay Nelson : Joanna Maitland
- Paul Campbell : Robert Lattimer
- Ruth Donnelly : Helen Reilly
- Norma Varden : Sarah Harris
- Arthur Space : Tappie
- Nana Bryant : Cooper Austin
- Ethel Griffies : Tante Katherine
- Robert Emmett Keane : Henry Harris